# Тузлукушевский сельсовет (Белебеевский район)
Тузлукушевский сельсовет — муниципальное образование в Белебеевском районе Башкортостана.

## История
Согласно «Закону о границах, статусе и административных центрах муниципальных образований в Республике Башкортостан» имеет статус сельского поселения.

## Население
| 2002 | 2009 | 2010 | 2012 | 2013 | 2014 | 2015 |
| ---- | ---- | ---- | ---- | ---- | ---- | ---- |
| 681  | ↗799 | ↘730 | ↘716 | ↘680 | ↘672 | ↗673 |
| 2016 | 2017 |      |      |      |      |      |
| ↘647 | ↘639 |      |      |      |      |      |

## Состав сельского поселения
| № | Населённый пункт | Тип населённого пункта       | Население |
| - | ---------------- | ---------------------------- | --------- |
| 1 | Тузлукуш         | село, административный центр | ↘355      |
| 2 | Исмагилово       | деревня                      | ↘105      |
| 3 | Каин-Елга        | деревня                      | ↘91       |
| 4 | Ирек             | деревня                      | ↘86       |
| 5 | Куш-Елга         | деревня                      | ↗37       |
| 6 | Репьевка         | деревня                      | ↗29       |
| 7 | Азекеево         | деревня                      | ↘15       |
| 8 | Байрак           | деревня                      | ↘12       |